# Walckenaeria suspecta
Walckenaeria suspecta este o specie de păianjeni din genul Walckenaeria, familia Linyphiidae. A fost descrisă pentru prima dată de Kulczynski în anul 1882. Conform Catalogue of Life specia Walckenaeria suspecta nu are subspecii cunoscute.